# Naturschutzgebiet Wolfsbeil (Arnsberg)
Das Naturschutzgebiet Wolfsbeil mit einer Flächengröße von 10,6 ha liegt südlich von Müschede im Stadtgebiet von Arnsberg im Hochsauerlandkreis. Es wurde 2021 mit dem Landschaftsplan Arnsberg durch den Kreistag des Hochsauerlandkreises als Naturschutzgebiet (NSG) ausgewiesen. Von 1998 bis 2021 war das heutige NSG Teil vom Landschaftsschutzgebiet Arnsberg. Das NSG grenzt direkt an die Stadtgrenze. Im Stadtgebiet Sundern grenzt direkt das gleichnamige Naturschutzgebiet Wolfsbeil an.

## Gebietsbeschreibung
Im NSG umfasst den nördlichen Teil eines stadtgrenzenübergreifenden Waldgebietes. Wegen des geologischen Untergrundes weist das NSG für das Sauerland seltene Buchenwaldgesellschaften auf. 
Der Landschaftsplan führt zum Wald aus: „In Kuppenlage und auf vorwiegend nördlich exponierten Hängen westlich des Röhrtales stockt ein altersheterogener Waldmeister- bzw. Perlgras-Buchenwald mit einer arten- und da besonders farnreichen Krautschicht. Stellenweise machen auch andere Baumarten (Eiche, Hainbuche) einen höheren Anteil aus, und lokal ist auch eine Strauchschicht gut entwickelt.“

## Spezielle Schutzzwecke für das NSG
Laut Landschaftsplan erfolgte die Ausweisung zum:
- „Schutz und Erhaltung naturnaher, seltener Buchenwaldgesellschaften und ihrer Lebensgemeinschaften in einer im weiteren Umfeld von Nadelholzforsten dominierten Waldlandschaft.“
- „Das NSG dient auch der nachhaltigen Sicherung von Vorkommen seltener Tier- und Pflanzenarten.“[1]